# Gas (Eure i Loir)
Gas és un municipi francès, situat al departament de l'Eure i Loir i a la regió de Centre – Vall del Loira. L'any 2007 tenia 740 habitants.

## Demografia

### Població
El 2007 la població de fet de Gas era de 740 persones. Hi havia 267 famílies, de les quals 38 eren unipersonals (17 homes vivint sols i 21 dones vivint soles), 83 parelles sense fills, 125 parelles amb fills i 21 famílies monoparentals amb fills.
La població ha evolucionat segons el següent gràfic:
Habitants censats

### Habitatges
El 2007 hi havia 306 habitatges, 269 eren l'habitatge principal de la família, 31 eren segones residències i 5 estaven desocupats. 294 eren cases i 11 eren apartaments. Dels 269 habitatges principals, 241 estaven ocupats pels seus propietaris, 23 estaven llogats i ocupats pels llogaters i 5 estaven cedits a títol gratuït; 7 tenien dues cambres, 27 en tenien tres, 67 en tenien quatre i 168 en tenien cinc o més. 239 habitatges disposaven pel capbaix d'una plaça de pàrquing. A 104 habitatges hi havia un automòbil i a 156 n'hi havia dos o més.

### Piràmide de població
La piràmide de població per edats i sexe el 2009 era:
| Homes | Edats   | Dones |
| ----- | ------- | ----- |
| 0     | 95 o +  | 0     |
| 0     | 90 a 94 | 0     |
| 4     | 85 a 89 | 4     |
| 4     | 80 a 84 | 4     |
| 0     | 75 a 79 | 8     |
| 24    | 70 a 74 | 12    |
| 4     | 65 a 69 | 12    |
| 16    | 60 a 64 | 8     |
| 12    | 55 a 59 | 8     |
| 28    | 50 a 54 | 36    |
| 36    | 45 a 49 | 28    |
| 28    | 40 a 44 | 40    |
| 24    | 35 a 39 | 20    |
| 20    | 30 a 34 | 28    |
| 20    | 25 a 29 | 16    |
| 20    | 20 a 24 | 4     |
| 24    | 15 a 19 | 32    |
| 24    | 10 a 14 | 24    |
| 24    | 5 a 9   | 12    |
| 32    | 0 a 4   | 24    |

## Economia
El 2007 la població en edat de treballar era de 506 persones, 393 eren actives i 113 eren inactives. De les 393 persones actives 368 estaven ocupades (185 homes i 183 dones) i 26 estaven aturades (12 homes i 14 dones). De les 113 persones inactives 33 estaven jubilades, 51 estaven estudiant i 29 estaven classificades com a «altres inactius».

### Ingressos
El 2009 a Gas hi havia 287 unitats fiscals que integraven 782 persones, la mediana anual d'ingressos fiscals per persona era de 23.609 €.

### Activitats econòmiques
Dels 23 establiments que hi havia el 2007, 1 era d'una empresa de fabricació de material elèctric, 2 d'empreses de fabricació d'altres productes industrials, 7 d'empreses de construcció, 3 d'empreses de comerç i reparació d'automòbils, 1 d'una empresa de transport, 1 d'una empresa financera, 1 d'una empresa immobiliària, 3 d'empreses de serveis, 1 d'una entitat de l'administració pública i 3 d'empreses classificades com a «altres activitats de serveis».
Dels 6 establiments de servei als particulars que hi havia el 2009, 1 era un paleta, 2 guixaires pintors, 1 fusteria, 1 lampisteria i 1 electricista.
L'any 2000 a Gas hi havia 12 explotacions agrícoles.

## Equipaments sanitaris i escolars
El 2009 hi havia 1 escola maternal i 1 escola elemental.

## Poblacions més properes
El següent diagrama mostra les poblacions més properes.